# Ban Mi (huyện)
Ban Mi (tiếng Thái: บ้านหมี่) là một huyện (amphoe) ở phía tây tỉnh Lopburi, miền trung Thái Lan.

## Lịch sử
Huyện được lập năm 1883, tên lúc đó là Sanam Chaeng. When Trụ sở huyện đã được dời đến Ban Huay Kaew, tên của huyện đã được đổi thành Huay Kaew. Năm 1898, khi chính phủ Thái Lan xây tuyến đường sắt phía bắc của huyện, trung tâm huyện đã được chuyển đến Ban Sao (Thai บ้านเซ่า), do đó tên của huyện đã được đổi thành Sanam Chaeng. Năm 1914, tên huyện được đổi lại Ban Sao theo tên tambon trung tâm. Cuối cùng, chính phủ Thái Lan đã đổi tên huyện này thành Ban Mi năm 1940.
Tên gọi Ban Mi là tên một thị xã cổ của người Phuan di cư từ Lào đến Xiêm khoảng năm 1870.

## Địa lý
Các huyện giáp ranh (từ phía đông bắc theo chiều kim đồng hồ) là Nong Muang, Khok Samrong, Mueang Lop Buri, Tha Wung của Lopburi, In Buri của tỉnh Singburi, và Takhli của tỉnh Nakhon Sawan.
Nguồn nước chính của Ban Mi là sông Bang Kham và Khlong Anusasanan.

## Hành chính
Huyện này được chia thành 22 phó huyện (tambon), các đơn vị này lại được chia ra thành 157 làng (muban). The town (thesaban mueang) Ban Mi nằm trên toàn bộ tambon Ban Mi. Có 21 Tổ chức hành chính tambon.